# Dauphins de Créteil
Dauphins de Créteil je francuski plivački i vaterpolski klub iz Créteila.
Klub je utemeljen 1973. godine.
Svoje domaće susrete igra na plivalištima "Sainte-Catherine" i 
"Piscine du Colombier". 
Klupsko sjedište je na adresi Siège 28 allée Centrale, Créteil.

## Klupski uspjesi
"Dauphinsove" vaterpolistice su bile francuskim prvakinjama osam godina uzastopce, od 1986. do 1993.

## Plivanje
Christophe Bourdon izabran je za XXV. Olimpijske igre – Barcelona 1992. Među naslovima koje su sakupili članovi kluba je i naslov prvakinje Francuske na 4 x 100 m miješano, na zimskom prvenstvu 1988., s vremenom 4:26.38.
Klasifikacije Francuske plivačke federacije 2005., ukazujući na 36. mjesto u državi. Na elitnoj razini u 50 metarskom bazenu, klub je rangiran na 29. mjestu. Klub je napredovao na 399. mjesto u državi.

## Vanjske poveznice
- Službene stranice